# Stanley Robert Hart
Stanley Robert Hart (nascido em  20 de junho de 1935 na cidade de Swampscott, uma cidade no condado de Essex, em Massachusetts)  é um geólogo pioneiro da geodinâmica química e uma figura de liderança internacional no campo da geoquímica, com especialicidade na área de isótopos do manto. 
Hart graduou-se no Instituto de Tecnologia de Massachusetts (MIT) com um bacharelado em geologia no ano de 1956, com um mestrado em geoquímica no Instituto de Tecnologia da Califórnia (Caltech) em 1957. Obteve um doutorado pelo Departamento de Geologia e Geofísica na área de geoquímica pelo MIT, com a tese Idades minerais e metamorfismo, sob supervisão do professor Patrick M. Hurley, no ano de 1960. Esteve, entre os anos de 1961 e 1975, no Instituto Carnegie em Washington, D.C. no Departamento de Magnetismo Terrestre. De 1975 a 1989 foi professor de Ciências da Terra, Atmosféricas e Planetárias do MIT. De 1989 a 2007 foi Cientista Sênior em geologia e geofísica no Instituto Oceanográfico de Woods Hole, aposentando-se aos 72 anos de idade como Cientista Emérito. 
Publicou com John S. Steinhart em 1968 a equação de Steinhart-Hart, que descreve uma relação entre a temperatura e a resistência elétrica em sensores de temperatura usados como termistores de coeficiente negativo de temperatura.
Recebeu o Prêmio V. M. Goldschmidt de 1992. É membro da Academia Nacional de Ciências dos Estados Unidos e da Academia de Artes e Ciências dos Estados Unidos.
Recebeu o Prêmio Arthur L. Day de 2008.
Recebeu a Medalha William Bowie na Cerimônia de Honra do Encontro de Outono da AGU, realizada em 14 de dezembro de 2016 na cidade de São Francisco, Califórnia, Estados Unidos. Esta medalha é concebida a contribuições para a geofísica fundamental e para a cooperação altruísta em pesquisa. 
Recebeu a Medalha Harry H. Hess na Cerimônia de Honra da Reunião de Primavera da AGU, realizada em 28 de maio de 1997, na cidade de Baltimore, Maryland, Estados Unidos. Esta medalha reconhece conquistas em pesquisas sobre a constituição e evolução do planeta Terra. 